# Nouveaux Horizons (parti politique)
Pour les articles homonymes, voir Nouveaux Horizons.
Ne doit pas être confondu avec Horizons.
Nouveaux Horizons est un parti politique chypriote, membre du Parti démocrate européen.
En grec : Νέοι Ορίζοντες - Neoi Orizontes (NEO), fondé en 1996.
Il a obtenu 12 333 voix aux élections législatives de 2001 et un député au parlement. En 2005, il a fusionné avec des dissidents de DYSI pour former un nouveau parti, le Parti européen qui a obtenu 3 députés au parlement.